# María Becerra
María de los Ángeles Becerra (* 12. února 2000, Quilmes, Buenos Aires, Argentina) je argentinská zpěvačka a bývalá youtuberka. Je přezdívána jako „vůdčí hlas v argentinském městském popovém hnutí“.

## Kariéra
Kariéru zahájila ve dvanácti letech na platformě Facebook. V roce 2015 zveřejnila pětiminutový parodický monolog, který během pouhých hodin vidělo více než milion uživatelů. To ji povzbudilo, aby si vytvořila kanál na YouTube, na kterém by později zveřejňovala videa s mluvením a zpěvem, vlogy a taneční výukové programy.
V září 2019 vydala debutové EP 222, ve kterém spojila prvky městského popu a hip hopu. V listopadu vydala singl „High“, který později získal remixovou verzi s argentinskou zpěvačkou Tini a španělskou zpěvačkou Lolou Indigo a dosáhl druhého místa v Billboard Argentina Hot 100. V letech 2020 a 2021 se objevila v několika remixech, včetně „En Tu Cuerpo“ s Lyanno, Rauw Alejandro a Lenny Tavárez, „AYNEA“ s FMK a Beret a „Además de Mí“ s Rusherking, Khea a Duki, Lit Killah a Tiago Pzk. „Además de Mí (Remix)“ se stal prvním singlem číslo jedna na Argentina Hot 100.
V roce 2020 se stala prvním latinskoamerickým umělcem, který podepsal smlouvu s nezávislou nahrávací společností 300 Entertainment. V roce 2021 vydala druhé EP, Animal, Pt. 1, která zahrnovala Cazzu s asistencí „Animal“ a sólo „Acaramelao“. Oba singly se staly hity v Argentině, kde se umístily na pátém a sedmém místě. EP řadí žánry mezi hip-hop, reggaeton, trap, hip-hop, R&B a náznaky salsy a zkoumá témata posílení postavení žen, lásky a chtíče.

## Influence
Podle samotné Becerry na ni měla hlavní vliv matka. Pokud jde o její umělecké vlivy, tvorbu nejvíce ovlivnily Amy Winehouse, Ariana Grande, Whitney Houston a Natti Natasha, přičemž uvedla, že vždy obdivovala Rihannu a Cardi B.

## Osobní život
Becerra je bisexuálka. V rozhovoru pro MTV News řekla: „Když jsem pochopila a přijala, že se mi také líbí dívky, byla to těžká doba. Bylo tam hodně zmatku a předsudků a musela jsem přemýšlet o tom, jak to přijme moje rodina. Bylo to něco velmi těžkého, co poznamenalo můj život.“ Je také vegankou.

## Scéna
| Rok  | Název                           | Role   | Poloha                     | Ref.   |
| ---- | ------------------------------- | ------ | -------------------------- | ------ |
| 2017 | Original, laboratorio de clones | Osobní | Národní cesta po Argentině | [ 11 ] |

## Diskografie
- Animal (2021)
- La Nena de Argentina (2022)

## Turné

### Titulek
- Animal Tour (2021–2022)

## Ocenění a nominace
| Rok  | Organizace                    | Kategorie                                    | Nominovaná práce                      | Výsledek  | Ref.   |
| ---- | ----------------------------- | -------------------------------------------- | ------------------------------------- | --------- | ------ |
| 2017 | Kids' Choice Awards Argentina | Oblíbený youtuber                            | Osobní                                | nominace  | [ 12 ] |
| 2018 | Kids' Choice Awards Argentina | Oblíbený hudební influencer                  | Osobní                                | vítězství | [ 13 ] |
| 2018 | Martin Fierro Digital Awards  | Oblíbený youtuber                            | Osobní                                | Navržena  | [ 14 ] |
| 2019 | Kids' Choice Awards           | Oblíbený latinskoamerický hudební influencer | Osobní                                | nominace  | [ 15 ] |
| 2019 | MTV Millennial Awards         | Argentinský Instagrammer roku                | Osobní                                | vítězství | [ 16 ] |
| 2020 | Quiero Awards                 | Nejlepší ženské video                        | „High (Remix)“ (s Tini a Lola Índigo) | vítězství | [ 17 ] |
| 2021 | Fans Choice Awards            | Nejlepší ženské video                        | Osobní                                | nominace  |        |
| 2021 | Fans Choice Awards            | Městský ženský umělec                        | Osobní                                | nominace  |        |
| 2021 | Gardel Awards                 | Nejlepší městská/trapová píseň nebo album    | „High (Remix)“ (s Tini a Lola Índigo) | nominace  |        |
| 2021 | MTV Millennial Awards         | Rozvoj                                       | Osobní                                | nominace  | [ 18 ] |
| 2021 | Premios Juventud              | Nová generace – ženy                         | Osobní                                | nominace  | [ 19 ] |
| 2021 | Premios Juventud              | Dívčí síla                                   | „Animal“ (s Cazzu)                    | nominace  | [ 19 ] |
| 2021 | BreakTudo Awards              | Mezinárodní zjevení                          | Osobní                                | nominace  | [ 20 ] |
| 2021 | BreakTudo Awards              | Latinskoamerický hit                         | „Qué Más Pues?“ (s J Balvin)          | nominace  | [ 20 ] |
| 2021 | Latin Grammy Awards           | Nejlepší nový umělec                         | Osobní                                | nominace  | [ 21 ] |
| 2021 | MTV EMA                       | Nejlepší latinskoamerický jižní akt.         | Osobní                                | nominace  | [ 22 ] |